# Yakky Doodle
Yakky Doodle es una serie sobre un patito de dibujos animados creado por la factoría estadounidense de animación de Hanna-Barbera. La emisión de la serie comenzó a emitirse en los Estados Unidos en 1961, al amparo de El show del Oso Yogui, donde además de incluirse los episodios del patito, se emitían las aventuras el oso robacestas, y las del León Melquíades. Aunque el personaje es bastante reconocible, lo cierto es que su serie no es muy conocida en España. Yakky está basado en el patito Quacker de la serie de cortometrajes animados teatrales de Tom y Jerry.

## Historia
Tal que Yakky, aunque de manera anónima, había ido apareciendo un patito en las series de Hanna-Barbera. 

Así en el Show de Huckleberry Hound, visitó al Oso Yogui en los episodios Huésped Exigente y en Pato con Suerte. 

En Canuto y Canito llegó a salir en tres capítulos. En el episodio 20 de la primera temporada en Vamos a los Patos (Gone to the Ducks) en el que interpreta a El Patito Huérfano. Tras su primera aparición vuelve en la segunda temporada en segundo capítulo de la segunda temporada en Yuk Yuk Duck y por último en Deja al Pato fuera (Let´s The Duck Out). 
 
También apareció en el Show del Oso Yogi tanto en su serie como en la de sus compañeros ya que en un episodio del León Melquíades apareció el dichoso patito, que complicaba las cosas; era un preámbulo a una serie anunciada. Yakky también apareció en un episodio de Pixie, Dixie y el gato Jinks y en uno de los cortometrajes animados teatrales de Loopy De Loop.

## Personajes
- Yakky Doodle: Yakky es un pato de cuello anillado, de lomo verde y de pecho de color amarillo y tiene la curiosa facultad de meterse en líos con pasmosa facilidad. De los que no saldría si no fuera por su amigo Chopper. Una de las frases de Yakky es "¿Eres mi mamá?" y su canción favorita es "Ta Ra Ra Boomdiay". Su nombre está inspirado en la canción popular Yankee Doodle
- Chopper: Es un perro de la raza bulldog, de color blanco, de espaldas anchas, grandes mandíbulas y de gran fortaleza. Su aspecto es feroz cuando está enfadado, pero cuando está junto a Yakky es un trozo de pan bondadoso. Siempre acude en auxilio de su pequeño "Buddy", que es como llama a Yakky, y nunca le regaña por meterse en líos, al contrario, parece disfrutar resolviéndolos y dándoles tundas a los facinerosos que se le cruzan en su camino.
- Fibber: Es un zorro que persigue con denuedo a Yakky para hacer de él su comida. Por fortuna para el patito; Chopper siempre suele estar cerca e intercambia doloras impresiones con Fibber que ilógicamente no acaban por persudirle de que coma pato. Paradójicamente, en la versión en español Fibber tiene nombre de hembra (Facunda), siendo que es un personaje de género masculino en la versión original en inglés, pero en la versión en español su género fue cambiado a femenino siendo llamado simplemente zorra a pesar de tener voz masculina en el doblaje en español.
- Alfy (Alfie): El caimán Alfie, no es cualquier glotón. tiene el paladar muy fino. Es refinado, todo un gourmet y Yakky es uno de los más suculentos trofeos a los que opta comer.

## Doblaje
- Yakky Doodle: Jimmy Weldon (de una manera similar al Pato Donald)
- Chopper: Vance Colvig (imitando a Wallace Beery)
- Fibber y Alfy: Daws Butler (imita a Shelley Berman para el papel de Fibber y a Alfred Hitchcock para el papel de Alfy).

## Episodios
- Episodios donde interactuó con Tom y Jerry como el patito Quacker.

1. El pequeño patito (Little Quacker)
2. Just Ducky
3. Patito descorazonado (Downhearted Duckling)
4. Patito al sur (Southbound Duckling)
5. Esa es mi mama (That's My Mommy)
6. El patito de Pascua (Happy Go Ducky)
7. El Pato Invisible (The Vanishing Duck)

- Episodios según la concordancia del Show del Oso Yogui (IMDb) como Yakky Doodle.

- Primera temporada

1. Pato desafortunado (Out of Luck Duck): Yakky en su vuelo migratorio, agotado por la fatiga caerá en el plato del agua de Chopper encontrándose por primera vez.
2. Arriba Pato y escucha (Hop Duck and Listen): Yakky en su viaje con otros patos se quedará atrás sin poder remontar el vuelo, cayendo en Australia, donde un Canguro lo adoptará como su hermano.
3. El vuelo del Perro (Dog Fligh) : Yakky descubre los deseos de Chopper por volar y le intentará enseñar con patéticos resultados.
4. El Pato Sureño (Easter Duck): Una abuelita compra a Yakky en una tienda para regalárselo a su nietecita. Pero el gato de la abuelita tiene aviesos planes.
5. El Zorro pato (Foxy Duck): Facunda se disfraza de mama pato para cazar a Yakky. Por fortuna Chopper es el guardián de la granja.
6. Yackie en el Ferrocarril (Railroaded Duck): Chopper y Yakky hacen un viaje en tren. Un gato intentará comerse a Yakky.
7. La Caza del Pato (Duck Hunting): Yakkie se enfrentará a los peligros de la temporada de la caza del pato.
8. El Silbato de alarma (Whistle- Stop ):Yakky salva a Chopper de ser capturado por el Perrero. Por ello Chopper le da un silbato para que le avise si está en peligro. Facunda sudará por culpa del pito.
9. El Pato músico (Duck the music): La terrible manera de cantar de Yakky espanta incluso a los gatos.
10. Escuela Chiflada(School Fool): Yakky se dispone a ir a la escuela.
11. Oh! Pato (Oh! Duckter ): Chopper tiene un brazo roto y está en el Hospital, Facunda intentará aprovechar esta ocasión para atrapar a Yakky.
12. Una vida de Patos (It´s a Duck´s Life ):El dueño de Chopper va a la caza del Pato, Chopper intentará proteger a Yakky de los disparos.
13. Feliz Cumple atónito (Happy BirthDaze): Yakky ha encontrado un excelente regalo de cumpleaños para su amigo Chopper. Un hueso de dinosaurio que ha encontrado en un museo.
14. Caballo enjarretado (Horse Collared ): Un caballo anciano piensa que su dueño, el granjero, lo sacrificará. Yakky se ha propuesto ayudarle
15. Pescando un resfriando (Ha-Choo to You ): Facunda prepara nuevos ardides contra Yakky.
16. Raposo en reposo (Foxy Proxy): Chopper se ha resfriado y Yakky  le lleva unas cuantas delicias. Facunda intentará interceptar a Yakky. La historia recuerda a la Caperucita.

- Segunda Temporada

1. La cuenta del Alquiler (Count to Tenant) : Una pulga es desahuciada de un perro. Yakky le ofrece, que se quede a vivir en Chopper.
2. Jaqueca mermada (Shrunken Headache): Utilizando un juego de química Infantil, Facunda crea una fórmula que consigue reducir a Chopper al tamaño de Yakky.
3. El resto de Fantasmas (The Most Ghost ): Mientras Yakky y Chopper pasan la noche en una casa abandonada Facunda se disfraza de fantasma, para ver de espantar a Chopper y poder atrapar a Yakky.
4. Sellos Escampados (Stamp Scamp ): Chopper le presta a Yakky su colección de sellos. De improvisto una ráfaga de viento hará que estos se desperdiguen por todo el campo.
5. Esta bien lo que bien se come (All´s Well that eats Well): Un caimán entra en escena, Alfie.
6. Los Amigos de Foxy (Foxy Friends ): El ratón Biguelow (aparecido en el episodio del León Melquíades "Entrenamiento León Express")ayuda a Yakky a deshacerse de los camaradas de Foxy.
7. La Mezcla Loca (Mad Mix Up): Un científico loco intercambia los cerebros de Chopper y de Yakky. Los dos volverán a Facunda loca.
8. Playa Tumultuosa (Beach Brawl ):Yakky y Chopper disfrutaran de un día de playa mientras Facunda intenta capturar a Yakky.
9. Duck Seasoning ( Pato Estacional): En su vuelo de regreso estacional, Yakky será perseguido por Alfy.
10. Buen sabor (Yakky Doodle & Fibber Fox Hasty Tasty): Alfy y Facunda perseguirán a Yakky, pero al final terminaran peleándose por ver quien merece capturarlo.
11. El pato sin hogar (Nobody Home Duck ): Debido al cansancio, Yakky no es capaz de llegar al sur volando, por ello Chopper decide encontrarle un hogar.
12. Perro apaleado (Dog Pounded ): Facunda le roba a Chopper las chapas de identificación. Como consecuencia es cazado por la perrera dejando a Yakky indefenso.
13. Pato Encantado (Witch Duckter): Una bruja acogerá a Yakky con aviesas intenciones. Quiere crear una receta para celebrar su ciento diez años y un ingrediente es Yakky.
14. Carrera completa (Full Course Meal ): Alfy invita a Yakky a comer. Evidentemente tiene la intención de comerse al patito. Sin embargo Alfie no contaba con que Yakky a su vez invitase a Chopper.
15. Maloso Buddies (Baddie Buddies ) : Yakky se encuentra perdido en el desierto y ha hecho nuevos amigos entre los forajidos.
16. Ex-experto en Judo (Judo Ex-Expert): Yakky se cree que es un experto en artes marciales y se atreve a desaviar a Facunda. Por fortuna Chopper le echa una mano discretamente.

## Otras apariciones
- Augie Doggie And Doggie Daddy (1959): Yakky Doodle salió por primera vez en el episodio 20 #Gone to the Ducks", después salió por segunda vez en el episodio 2 de la segunda temporada #Yuk, Yuk Duck", y salió por tercera vez en el episodio 8 de la segunda temporada #Lets Duck out".
- Snoopet and Bladder (1959): Yakky Doodle hace su apariencia en el episodio 31 #De-Duck-Tives".
- Snagglepuss (1961): Yakky Doodle hace su apariencia en el episodio 3 "Live and Lion".
- Yogi's Ark Lark (1972): Yakky (voz de Walker Edmiston) fue uno de la docena de personajes para aparecer en la tv-movie.
- Yogi's Gang (1973): Yakky Doodle solamente hacen tres cameos apariencias sin habla (The Envy Brothers, Captain Swipe, Mr. Sloopy) en la serie subsecuenta Yogi's Gang.
- Laff-A-Lympics (1979): En los años 70, Yakky Doodle aparece como el miembro de Yogi's Team con Grape Ape.
- Yogi Bear's All Star Comedy Christmas Caper (1982): Yakky Doodle (Junto con Magilla Gorilla y Lagarto Juancho) fue incapaz de ayudar a Yogi Bear y sus amigos a localizar J. Wellington Jones.
- Yogi's Treasure Hunt (1985): Yakky y Chopper aparece desde el principio y fin del episodio "Snow White and The 7 Treasure Hunters".
- Originalmente, Yakky Doodle estaba previsto para aparecer como cameo durante la escena final de la película ¿Quién Engañó a Roger Rabbit?.
- Harvey Birdman Attorney At Law (2000): Yakky Doodle Aparece en donde fue encargado su nombre.

### Videojuegos
- Harvey Birdman: Attorney at Law (videojuego de 2008)

### Cómics
- Top Cat (1961) (Dell)
- Huckleberry Hound (1962) (Gold Key)
- Top Cat (1962) (Gold Key)
- Yogi Bear (1962) (Gold Key)
- Hanna-Barbera Bandwagon (1962) (Gold Key)
- Yakky Doodle and Chopper (1962) (Gold Key)
- Aguie Doggie (1963) (Gold Key)
- Magilla Gorilla (1964) (Gold Key)
- Yogi Bear (1970) (Charlton)
- Flintstones (1970) (Charlton)
- Hanna-Barbera Parade (1971) (Charlton)
- The Flintstones Christmas Party (1977) (Marvel)
- Hanna-Barbera's Laff-A-Lympics (1978) (Marvel)
- Hanna-Barbera's Spotlight (1978) (Marvel)